# 欧蒂翁
欧蒂翁（法語：Haution）是法国皮卡第大区埃纳省的一个市镇，属于韦尔万区韦尔万县。该市镇2009年时的人口为144人。

## 人口
欧蒂翁人口变化图示
| 数据来源：INSEE |